# QX Андромеды
QX Андромеды (лат. QX Andromedae) — двойная затменная переменная звезда типа W Большой Медведицы (EW) в созвездии Андромеды на расстоянии приблизительно 1458 световых лет (около 446 парсеков) от Солнца. Видимая звёздная величина звезды — от +11,5m до +11,28m. Орбитальный период — около 0,4118 суток (9,8836 часов). Возраст звезды оценивается как около 1,34 млрд лет.

## Характеристики
Первый компонент — жёлто-белая звезда спектрального класса F6 или F5. Масса — около 1,47 солнечной, радиус — около 1,46 солнечного, светимость — около 3,285 солнечных. Эффективная температура — около 6440 К.
Второй компонент — жёлто-белая звезда спектрального класса F6. Масса — около 0,45 солнечной, радиус — около 0,88 солнечного, светимость — около 1,179 солнечной. Эффективная температура — около 6420 К.